# Kosmonavt Viktor Patsaïev
Le Kosmonavt Viktor Patsayev est un navire océanographique russe qui est le dernier navire de la flotte cosmique de l'ancienne Union soviétique en tant que bâtiment d'essais et de mesures. Il porte le nom du cosmonaute russe Viktor Patsaïev, qui a participé à la mission Soyouz 11 en 1971 et a été tué par une chute soudaine de la pression dans la cabine. Les tâches principales du navire consistent à recevoir et analyser des données de télémétrie, ainsi que d'établir des communications radio entre les engins spatiaux et le Centre de contrôle des vols spatiaux TsUP.
Depuis 2001, le navire est amarré à l'embarcadère du Musée océanographique de Kaliningrad. Son transfert au musée l'a sauvé du destin des 18 autres navires de la flotte cosmique qui ont été démolis. Le navire abrite actuellement diverses expositions, dont des maquettes du lanceur Energia, de la navette spatiale Bourane, des installations de traitement de l’eau potable sans gaz, du matériel médical et des objets de la Cité des étoiles près de Moscou.

## Histoire
Le navire est construit en 1968 au chantier naval de Léningrad et en tant que transporteur de bois sous le nom de "Semen Kosinov" (Семён Косинов).
En 1978, il a été reconstruit et transformé en un navire de recherche. Le 24 novembre 1978, il reçoit le fanion de l'Académie des sciences de l'URSS et il est transféré au Service de recherche spatiale du Département des expéditions marines de l'Académie des sciences de l'URSS.
Au cours de la période d'exploitation de 1979 à 1994, 14 expéditions de recherche sont effectuées. Elles couvrent les travaux avec Saliout 6, Soyouz 34, Saliout 7, Molniya 1T, Soyouz 5, Soyouz 8, Soyouz 9, Soyouz 10, Soyouz 11, Progress 24, etc.
En 2001, il est amarré à l'embarcadère du Musée océanographique de Kaliningrad. Jusqu'en 2016, alors qu'il se tenait à quai, il travaille à recevoir des informations de télémétrie et à assurer la communication avec des engins spatiaux, y compris la Station spatiale internationale (ISS).
À compter de 2014, dans le cadre de la mise en service du centre de mesure et de contrôle de la Baltique (région de Kaliningrad), le navire doit être désarmé. Mais les anciens équipages du navire recherchent des possibilités de le sauver.
En août 2015, l'administration de la région de Kaliningrad le reconnait comme Objet patrimonial culturel de Russie.
En juillet 2016, par arrêté du ministre de la Culture de la fédération de Russie, le navire est inscrit au registre d'État du patrimoine culturel des peuples de Russie d'importance fédérale.

## Galerie

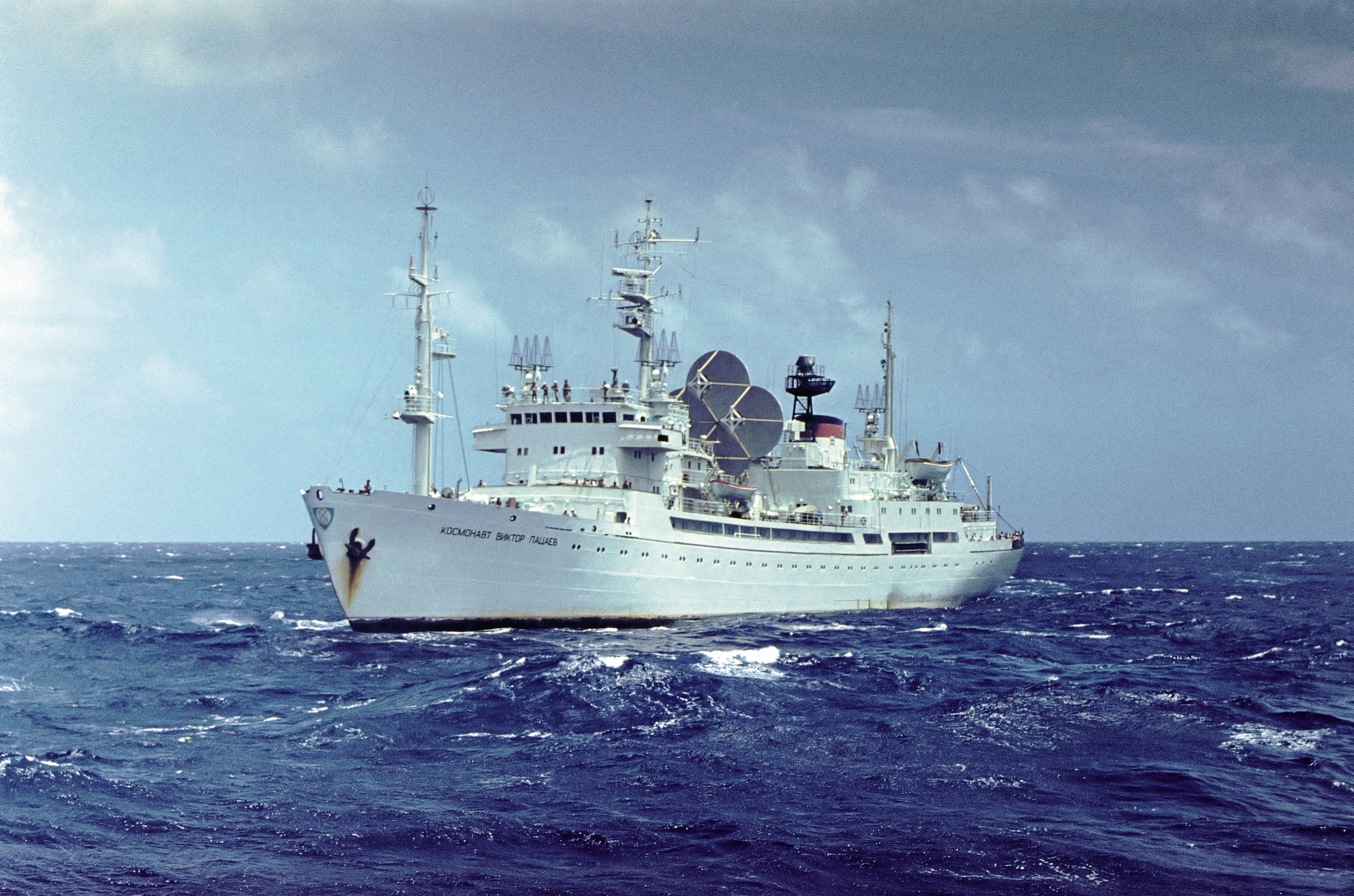
Kosmonavt Viktor Patsayev
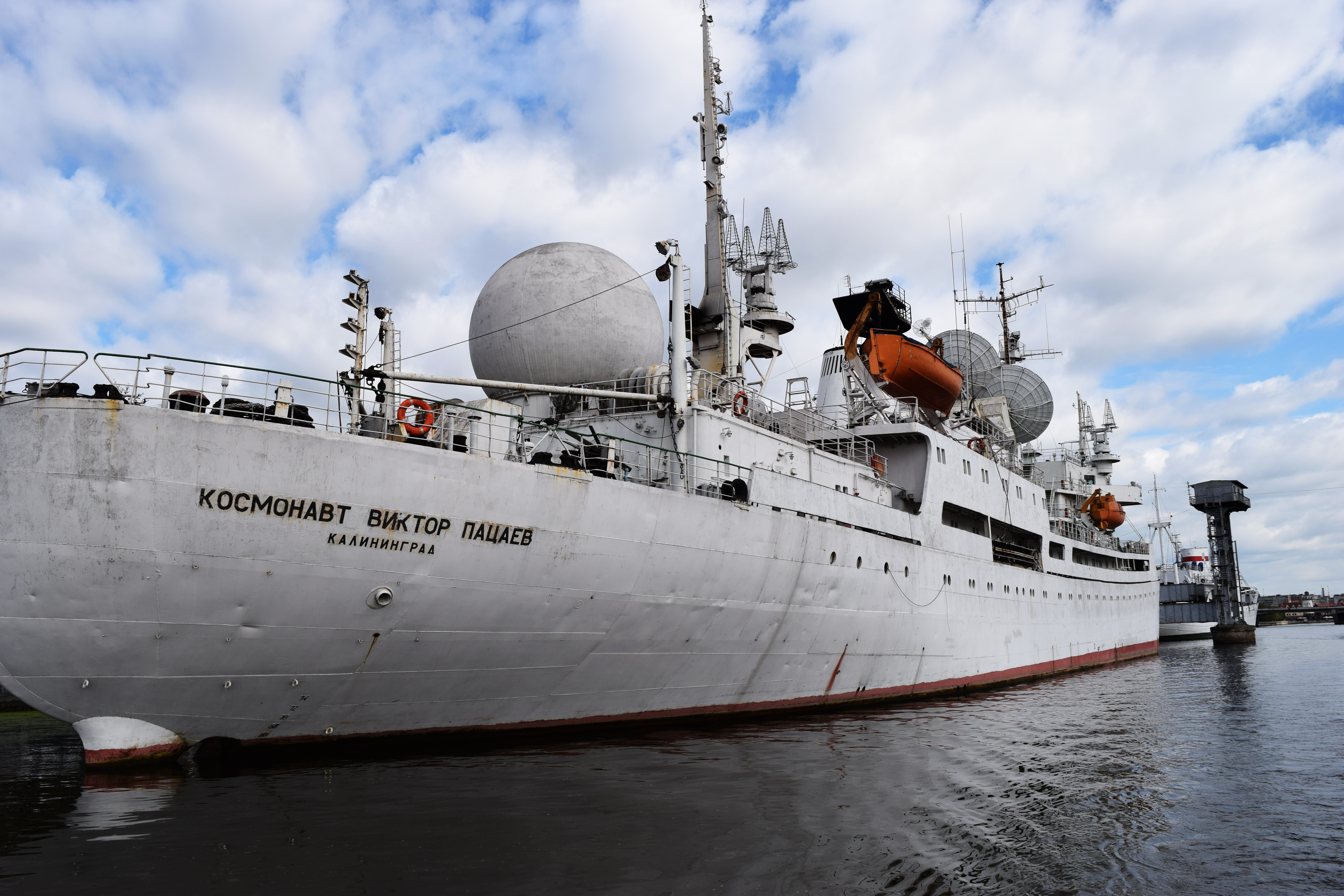
Kosmonavt Viktor Patsayev

## Note et référence
1. ↑  Die Kosmische Flotte (flotte cosmique)

- (ru) Cet article est partiellement ou en totalité issu de l’article de Wikipédia en russe intitulé « Космонавт Виктор Пацаев (судно) » (voir la liste des auteurs).